# Dammartin-en-Goële
Dammartin-en-Goële là một xã ở tỉnh Seine-et-Marne, thuộc vùng Île-de-France ở miền bắc nước Pháp.

## Dân số
Người dân ở Dammartin-en-Goële được gọi là Dammartinois.
Điều tra dân số năm 1999, xã này có dân số là 7,805.